# بانيارا دي رومانيا
بانيارا دي رومانيا (بالإيطالية: Bagnara di Romagna)‏ هي بلدية في مقاطعة رافينا في إقليم إميليا رومانيا الإيطالي.

## السكان
في سنة 1861 بلغ عدد السكان 1٬833 نسمة، وتطور العدد ليصل في سنة 2011 لـ 2٬348 نسمة.
يظهر هذا المخطط البياني تطور النمو السكاني لـ بانيارا دي رومانيا